# Singapur en los Juegos Olímpicos de Atenas 2004
Singapur estuvo representado en los Juegos Olímpicos de Atenas 2004 por un total de 16 deportistas, 6 hombres y 10 mujeres, que compitieron en 6 deportes.
El portador de la bandera en la ceremonia de apertura fue el jugador de bádminton Ronald Susilo. El equipo olímpico singapurense no obtuvo ninguna medalla en estos Juegos.